# Кантал
Кантал (фр. Cantal) департман је у централној Француској. Припада региону Оверња, а главни град департмана (префектура) је Оријак. Департман Кантал је означен редним бројем 15. Његова површина износи 5.726 км². По подацима из 2010. године у департману Кантал је живело 148.162 становника, а густина насељености је износила 26 становника по км².
Овај департман је административно подељен на:
- 3 округа
- 27 кантона и
- 260 општина.

## Демографија
| 2011.   |
| ------- |
| 147.577 |